# Vườn quốc gia Cajas
Vườn quốc gia Cajas hay Vườn quốc gia El Cajas (tiếng Tây Ban Nha: Parque Nacional El Cajas) là một vườn quốc gia nằm trên khu vực cao nguyên của Ecuador. Nó nằm cách 30 km về phía tây từ Cuenca, thủ phủ của tỉnh Azuay. Vườn quốc gia này có diện tích  285,44 km² (28.544 ha) với địa hình dao động từ 3.100-4.450 mét so với mực nước biển. Tại đây có thảm thực vật điển hình của vùng lãnh nguyên và đồi núi, thung lũng lởm chởm. Nó được thành lập vào ngày 5 tháng 11 năm 1996 theo nghị quyết số 057.
Vườn quốc gia được công nhận là một vùng đất có tầm quan trọng quốc tế theo Công ước Ramsar, một vùng chim quan trọng và hiện là một Di sản dự kiến của UNESCO.

## Tên
Cái tên Cajas bắt nguồn từ "cassa" trong tiếng Quechua có nghĩa là "cửa ngõ của dãy núi tuyết" hoặc  "caxa" có nghĩa là "lạnh". Nó cũng được gắn kết với từ "cajas" trong tiếng Tây Ban Nha.

## Địa lý và khí hậu
Điểm cao nhất trong vườn quốc gia là đỉnh Cerro Arquitectos cao 4.450 mét và độ cao của các con đường đạt đến 4.310 mét (13.550 ft). Vườn quốc gia có đến 270 hồ và đầm phá được tìm thấy trong hệ sinh thái Páramo của Cajas. Lớn nhất trong số đó là hồ Luspa rộng hơn 78 ha và độ sâu tối đa đạt 68 mét, chu vi 5.161 mét. Giống như nhiều hồ nước khác trong khu vực, nó có nguồn nước được cung cấp bởi những sông băng và quá trình băng hà đã định hình lên cảnh quan nơi đây tạo thành các thung lũng và khe núi sâu hình chữ U. Cajas cung cấp 60% lượng nước sinh hoạt cho khu vực Cuenca. Hai trên tổng số bốn con sông tại Cuenca có nguồn gốc từ Cajas là Tomebamba và Yanuncay sau đó đổ ra sông Amazon. Vườn quốc gia này nằm trên dải phân cách lục địa với hệ thống thoát nước phía tây của sông Balao và Cañar đổ ra Thái Bình Dương. Con đường hiện đại băng qua Phân chia lục địa châu Mỹ tại đèo Tres Cruces ở độ cao  4.255 mét, và nó là điểm cực tây của phân chia lục địa Nam Mỹ.
Nhiệt độ trung bình tại đây là 13,2 °C và lượng mưa trung bình hàng năm là 1.072 mm. Các đám mây thường được đưa vào từ Thái Bình Dương và lưu vực sông Paute (gần Cuenca) đem mưa cho khu vực.

## Động thực vật

### Thực vật
Do có độ ẩm không quá cao và độ cao lớn, cùng với áp suất khí quyển thấp khiến hệ sinh thái ở đây có khả năng giữ nước. Đồng cỏ núi cao có khả năng thích nghi với khí hậu trong đó có 19 loài đặc hữu của Cajas. Cỏ Calamagrostis continia là loài chiếm ưu thế hơn cả.
Trên 3.300 mét là sự xuất hiện của chi Polylepis. Và trong những khu rừng này là sự có mặt của loài cây bụi Fuchsia campii quý hiếm. Ở dưới độ cao này có những khu rừng sương mù và rừng núi cao lâu năm chủ yếu ở các khe sông, suối.

### Động vật
Vườn quốc gia Cajas là nơi sinh sống của nhiều loại động vật, một số trong đó là loài đặc hữu hoặc có nguy cơ tuyệt chủng cao. Nổi bật nhất trong số đó phải kể đến Thần ưng Andes với chỉ 80 cá thể còn lại trên khắp Ecuador và loài Chim ruồi khổng lồ. Tổng cộng tại vườn quốc gia có 157 loài chim khiến nó trở thành một địa điểm lôi cuốn khách du lịch tới để chiêm ngưỡng các loài chim.
Cajas cũng là nơi có mặt của 40 loài động vật có vú gồm Chồn Opossum, Báo sư tử, Gấu trúc châu Mỹ, Chồn, Chồn hôi, Cáo, Nhím và nhiều loài gặm nhấm khác. Một số loài đặc hữu đáng chú ý của vườn quốc gia là Chuột nước Las Cajas và Chuột chù Tate. Ngoài ra, tại Cajas còn có 17 loài lưỡng cư sống tại các đầm lầy và sự đa dạng của nhiều loài côn trùng.

## Khảo cổ học
Vườn quốc gia có những bằng chứng khảo cổ về sự hiện diện của con người từ thời kỳ Cañari. Đó là những con đường giao thông nối Guapondelig (sau này là Tumebamba và ngày nay là Cuenca) với các vùng đất thấp là Paredones, một nơi kiểm soát hoạt động thương mại giữa vùng núi cao và ven biển. Sau khi người Inca xâm chiếm khu vực này, họ đã cho xây dựng nhiều tuyến đường mới kết hợp với các tuyến đường cũ. Có tổng cộng 28 địa điểm khảo cổ trong vườn quốc gia đã được xác định tại vườn quốc gia và khu vực lân cận có từ thời kỳ tiền Inca và Inca. Thời kỳ thuộc địa, Cajas là nơi được sử dụng cho hoạt động chăn nuôi.